# Somos la Ola
Somos la Ola (En alemán : Wir sind die Welle) es una serie de televisión alemana, perteneciente al género de drama adolescente, la serie se basa libremente en la novela del año 1981 titulada The Wave, del escritor Morton Rhue. La serie se estrenó en Netflix el 1 de noviembre de 2019.

## Argumento
Un grupo de adolescentes, liderados por el nuevo y misterioso compañero de clase Tristan Broch, persigue el sueño de un futuro mejor. Enojados por los males sociales que los adolescentes ya no quieren aceptar, deciden hacer algo al respecto. Sin embargo, lo que comienza como una revuelta idealista y juguetona contra el establishment, pronto recibe un impulso amenazante. Al final, surge la pregunta: ¿El propósito realmente justifica los medios?

## Reparto y personajes
- Luise Befort como Lea Herst[4]
- Ludwig Simon como Tristan Broch[4]
- Michelle Barthel como Zazie[4]
- Daniel Friedl[4]
- Mohamed Issa[4] como "Rahim"
- Milena Tscharntke[4]
- Leon Seidel[4]
- Bela Lenz[4]
- Robert Schupp[4]
- Stephan Grossmann[4]
- Kristin Hunold[4]
- Sarah Mahita[4]
- Luis Pintsch[4]
- Bianca Hein[4]
- Christian Erdmann[4]
- Jascha Baum[6]
- Nicole Johannhanwahr[6]
- Stefan Lampadius[6]
- Livia Matthes[6]
- Daniel Faust[6]
- Leander Paul Gerdes[6]
- Manuel Klein[6]

## Producción
El 18 de abril de 2018, Netflix anunció la serie como parte de su evento See What's Next en Roma, que en ese momento todavía tenía el título de trabajo La Ola. El rodaje de la primera temporada duró del 11 de febrero de 2019 al 6 de mayo de 2019, y tuvo lugar en varias ciudades de Renania del Norte-Westfalia, incluidas Colonia, Hürth, Leverkusen, Düren, Euskirchen, Neuss, Wuppertal, Solingen, Gelsenkirchen, Remagen y Bonn.
La serie es producida por Rat Pack Filmproduktion en colaboración con Sony Pictures Film und Fernseh Produktion. Los guiones son de Ipek Zübert, Kai Hafemeister y Thorsten Wettcke bajo la autoría principal de Jan Berger. La serie está dirigida por Anca Miruna Lăzărescu y Mark Monheim. El productor ejecutivo es Dennis Gansel.